# Luiz Bacellar
Luiz Franco de Sá Bacellar (Manaus, 4 de setembro de 1928 - 9 de setembro de 2012) foi um poeta brasileiro. Considerado um dos poetas mais expressivos da literatura amazonense ganhou com sua estreia literária Frauta de barro (publicado em 1963) o Prêmio Olavo Bilac da Prefeitura do Rio de Janeiro em 1959.
Em 2021, a Segunda Oficina, selo editorial da Editora UEA, publicou um volume reunindo artigos e ensaios acerca da obra do poeta. O livro se intitula Suíte crítica: estudos sobre a poesia de Luiz Bacellar. O material está em acesso aberto.

## Obras
- Frauta de barro, 1963 (Prémio Olavo Bilac da Prefeitura do Distrito Federal)
- Sol de feira, 1973 (Prêmio de Literatura do Estado do Amazonas)
- Quatro movimentos, 1975
- O Crisântemo de cem pétalas (em parceria com Roberto Evangelista), 1985.
- Quarteto, 1998
- Satori, 2000
- Borboletas de fogo, 2004
- Quatuor, 2005.[1]